# Équipe de Pacifique Océanie de Fed Cup
L'équipe de Pacifique Océanie de Fed Cup (en anglais Pacific Oceania Fed Cup team) est une équipe qui représente les petites nations insulaires d'Océanie lors de la compétition de tennis féminin par équipe nationale appelée Fed Cup.
Elle est constituée d'une sélection des meilleures joueuses de tennis océaniennes du moment sous l’égide de la Fédération océanienne de tennis (en).
Cette équipe a été créée en 1995. Sa meilleure performance est d'avoir atteint le Groupe I en 1999 et en 2001. L'équipe n'a pas joué pendant dix ans à partir de 2005 et n'a été reconstituée qu'en 2015.

## Pays représentés

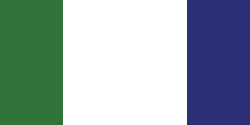
Drapeau utilisé par l'équipe.

Parmi les nations d'Océanie, seules l'Australie et la Nouvelle-Zélande possèdent une équipe nationale. Théoriquement, toutes les autres nations peuvent participer à cette équipe Pacifique Océanie. L'équipe de Pacifique Océanie ne regroupe néanmoins que les nations suivantes :
- Samoa américaines
- Îles Cook
- Fiji
- Nauru
- Nouvelle-Calédonie
- Îles Mariannes du Nord
- Palaos
- Papouasie-Nouvelle-Guinée
- Samoa
- Îles Salomon

## Joueuses de l'équipe

### Joueuses actuelles
- Steffi Carruthers (en) ( Samoa)
- Carol Youngsuh Lee ( Îles Mariannes du Nord)
- Abigail Tere-Apisah (en) ( Papouasie-Nouvelle-Guinée)
- Mayka Zima ( Nouvelle-Calédonie)

### Anciennes joueuses
- Nicole Angat ( Papouasie-Nouvelle-Guinée)
- Gurianna Korinihona ( Îles Salomon)
- Tagifano So'Onalole ( Samoa)